# Аброгация

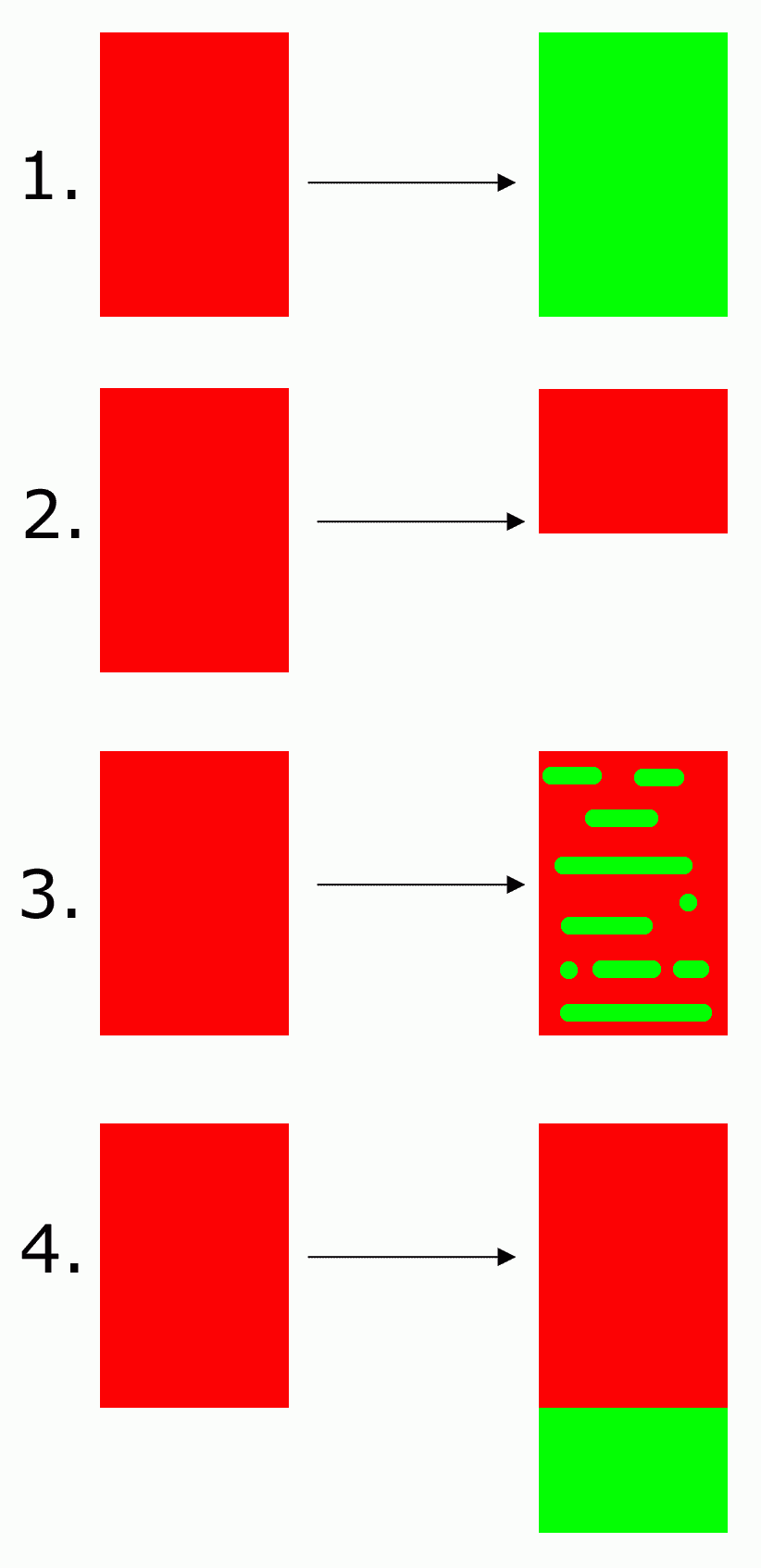
Виды аброгации:
1. полная аброгация
2. дерогация
3. оброгация
4. суброгация

Аброга́ция (от лат. abrogatio — «отмена»), также аболи́ция (от лат. abolitio — «отмена») — отмена или изменение устаревшего закона (договора, соглашения).

## Виды аброгации
- Собственно аброгация — полная замена старого закона новым;
- Дерогация (лат. derogatio) — частичная отмена старого закона;
- Оброгация (лат. obrogatio) — внесение частичных изменений в старый закон;
- Суброгация (лат. subrogatio) — дополнение старого закона.

## Этимология
Термин «аброгация» заимствован из римского права.